# Parnassia noemiae
Parnassia noemiae är en benvedsväxtart som beskrevs av Adrien René Franchet. Parnassia noemiae ingår i släktet Parnassia och familjen Celastraceae. Inga underarter finns listade.